# ۲۴۲ (پیش از میلاد)
۲۴۲ (پیش از میلاد) ۲۴۲مین سال قبل از تقویم میلادی است.